# استفان کاتچکه
استفان کاتچکه (انگلیسی: Stefan Kutschke؛ زادهٔ ۳ نوامبر ۱۹۸۸) بازیکن فوتبال اهل آلمان است.
از باشگاه‌هایی که در آن بازی کرده‌است می‌توان به باشگاه فوتبال پادربورن، باشگاه فوتبال دینامو درسدن، باشگاه فوتبال وولفسبورگ، باشگاه فوتبال لایپزیگ، و باشگاه فوتبال نورنبرگ اشاره کرد.